# Natrijev sulfat
Natrijev sulfat je natrijeva sol žveplove kisline. Brezvodna sol s formulo Na2SO4 se v naravi pojavlja kot mineral tenardit. Dekahidrat (Na2SO4•10H2O) se v naravi pojavlja kot mineral mirabilit. Predelan mirabilit je bil od 17. stoletja znan kot Glauberjeva sol ali sal mirabilis. Tretja oblika spojine je heptahidrat  (Na2SO4•7H2O), ki se z ohlajanjem pretvori v mirabilit. 
Letna proizvodnja natrijevega sulfata je 6 milijonov ton. Približno dve tretjini se proizvede iz mitrabilita, ena tretjina pa iz stranskih produktov kemičnih procesov, na primer proizvodnje klorovodikove kisline.
Uporablja se predvsem za proizvodnjo detergentov in lesne celuloze po sulfatnem (ali Kraftovem) postopku. 

## Zgodovina
Hidrat natrijevega sulfata je leta 1625 v avstrijskem izviru odkril nizozemsko/nemški kemik in lekarnar Johann Rudolf Glauber (1604-1670), po katerem je dobil ime. Sam ga je zaradi njegovih medicinskih lastnosti imenoval sal mirabilis (čudežna sol): sol se je uporabljala kot odvajalo, dokler niso v 20. stoletju odkrili boljših zamenjav.
V 18. stoletju se je Glauberjeva sol začela uporabljati kot surovina za industrijsko proizvodnjo sode (natrijev karbonat, Na2CO3) v reakciji s pepeliko (kalijev karbonat, K2CO3). Vzporedno z rastjo potreb po sodi, je rasla tudi proizvodnja Glauberjeve soli. Po uvedbi Leblancovega postopka za proizvodnjo sode v zadnjih letih 18. stoletja so potrebe po Glauberjevi soli postopoma ugasnile.

## Fizikalne in kemijske lastnosti
Natrijev sulfat je zelo stabilna spojina in pri normalni temperatri ne reagira niti z oksidanti niti z reducenti. Pri visokih temperaturah se z ogljikom reducira v natrijev sulfid:
Na2SO4 + 2 C → Na2S + 2 CO2
Reakcijo so v preteklosti izkoriščali pri pridobivanju sode po Leblancovem postopku.

### Kislo-bazične lastnosti
Natrijev sulfat je sol močne baze (NaOH) in močne kisline (H2SO4), zato je nevtralen in tvori raztopine s pH = 7. Z žveplovo kislino tvori kislo sol natrijev hidrogensulfat:
Na2SO4 + H2SO4 ⇌ 2 NaHSO4
Konstanta ravnotežja je odvisna od koncentracije in temperature.

### Raztopina in ionska izmenjava
Topnost natrijevega sulfata v vodi ima nenavadne lastnosti: od temperature 0 °C  do 32,384 °C se njegova topnost skoraj desetkrat poveča in doseže maksimalno vrednost 497 g/L, potem pa postane skoraj neodvisna od temperature. Temperatura 32,384 °C ustreza odcepitvi kristalno vezane vode in taljenju  hidrirane soli in služi kot referenčna temperatura za kalibriranje termometrov. 
Natrijev sulfat je tipičen ionski sulfat, ki vsebuje ione Na+ in SO2−
4. Prisotnost sulfatnega iona v vodni raztopini se lahko dokaže z reakcijo z Ba2+ ali Pb2+ solmi, v kateri se obarjata netopna sulfata:
Na2SO4 + BaCl2 → 2 NaCl + BaSO4
Natrijev sulfat ima zmerno tendenco tvorjenja dvojnih soli. V nasprotju s kalijevim sulfatom in amonijevim sulfatom, ki tvorita mnogo stabilnih galunov, tvori natrijev sulfat  samo galune s trovalentnimi kovinami, na primer NaAl(SO4)2, ki je nad 39 °C nestabilen, in NaCr(SO4)2.  Znane so tudi dvojne soli z nekaterimi drugimi alkalijskimi sulfati, na primer Na2SO4•3K2SO4, ki se v naravi pojavlja kot mineral glazerit. Tvorba glazerita z reakcijo med natrijevim sulfatom in kalijevim kloridom je bila v preteklosti osnova za proizvodnjo umetnega gnojila kalijevega sulfata.  Med druge dvojne soli spadajo 3Na2SO4•CaSO4, 3Na2SO4•MgSO4 (vanthofit) in NaF•Na2SO4.

### Zgradba molekule
Kristali natrijevega sulfata so zgrajeni iz kationov [Na(OH2)6]+ z oktaedrsko molekulsko geometrijo. Podobno so zgrajeni tudi drugi kovinski sulfati. Kationi so s sulfatnimi anioni povezani z vodikovimi vezmi. Razdalja Na-O je 240 pm. Dve molekuli vode na formulo nista koordinirani z Na+.
Nenavadno se v primerjavi z drugimi hidriranimi solmi obnaša tudi kristalni natrijev sulfat dekahidrat, ki ima merljivo ničto entropijo (entropija pri −273,15 °C), ki meri 6,32 J•K−1•mol−1. Pojav  se pripisuje njegovi sposobnosti, da mnogo hitreje  porazdeli vodo v primerjavi z večino drugih hidratov.

## Proizvodnja
Svetovna proizvodnja natrijevega sulfata, večinoma dekahidrata, je približno 5,5 – 6 milijonov ton letno. Leta 1985 se je proizvedlo približno 4,5 milijona ton, od tega približno polovico iz naravnih virov, drugo polovico pa industrijsko. V letih 2000 do 2006 se je razmerje ustalilo na približno 4,5:1,5 do 2 milijona ton v korist naravnih virov. Naravni in industrijski natrijev sulfat sta skoraj povsem zamenjljiva.

### Naravni viri
Dve tretjini svetovne proizvodnje natrijevega sulfata izhaja iz naravnega minerala mirabilita, ki se koplje na primer v izsušenih koritih slanih jezer v južnem Saskatchewanu v Kanadi. Leta 1990 so bili glavni proizvajalci natrijevega sulfata Mehika in Španija (po 500.000 ton) ter Ruska federacija, Združene države Amerike in Kanada po približno 350.000 ton.  Svetovne zaloge v naravnih virih so ocenjene na več kot milijardo ton.
Brezvodni natrijev sulfat se v zelo suhih okoljih pojavlja kot mineral tenardit, ki se z vlago iz zraka počasi pretvarja v mirabilit. Natrijev sulfat se nahaja tudi v mineralu glauberitu, ki je natrijev kalcijev sulfat (Na2Ca(SO4)2). Oba minerala sta manj pogosta kot mirabilit.

### Kemična industrija
Približno tretjina natrijevega sulfata se proizvede kot stranski proizvod drugih kemičnih procesov. Njegova proizvodnja je v večini primerov neločljivo povezana s primarnim procesom in na robu donosnosti in zato upada. 
Najpomembnejša kemična procesa za proizvodnjo natrijevega sulfata sta Mannheimski proces za proizvodnjo klorovodikove kisline iz natrijevega klorida:
2 NaCl + H2SO4 → 2 HCl + Na2SO4
in Hargreavesov  proces, ki je podoben prejšnjemu, samo da namesto žveplove kisline uporablja žveplov dioksid:
4 NaCl + 2 SO2 + O2 + 2 H2O → 4 HCl + 2 Na2SO4
V obeh procesih nastali natrijev sulfat se imenuje slana pogača.
Drug pomemben proces je nevtralizacija, v kateri se višek žveplove kisline nevtralizira z natrijevim hidroksidom, kar se na veliko dogaja na primer v proizvodnji celuloznega rejona. Na enak način se  pripravlja tudi v laboratoriju:
2 NaOH + H2SO4 → Na2SO4 + 2 H2O
V laboratoriju se lahko pripravi tudi z reakcijo med natrijevim hidrogenkarbonatom in magnezijevim sulfatom:
2NaHCO3 + MgSO4 → Na2SO4 + Mg(OH)2 + 2CO2
V preteklosti ali še vedno je stranski proizvod proizvodnje natrijevega dikromata,  litijevega karbonata, kelatov, resorcinola, askorbinske kisline, pigmentov, dušikove kisline in fenola.
Večina tehničnega natrijevega sulfata se prečisti preko dekahidrata, ker se brezvodna spojina rada veže z železovimi in organskimi spojinami. Dekahidrat se pretvori v brezvodno sol z zmernim segrevanjem.

## Uporaba

### Industrija
Natrijev sulfat spada med zelo poceni kemikalije. Približno 50 % svetovne proizvodnje se porabi kot polnilo v detergentih za pranje perila. Zaradi vedno večje porabe tekočih detergentov se njegova poraba temu primerno zmanjšuje.
V preteklosti je bil drugi največji porabnik natrijevega sulfata proizvodnja lesne celuloze po sulfatnem postopku. Organske spojine iz odpadne lužine se sežigajo za proizvodnjo toplote, ki je potrebna za redukcijo natrijevega sulfata v natrijev sulfid. Proces zelo onesnažuje okolje, zato ga postopoma zamenjujejo sodobnejši in okolju prijaznejši postopki. V Kanadi se je zaradi njihove uvedbe poraba natrijevega sulfata zmanjšala z 1,4 milijona ton leta 1970 na samo približno 150.000 ton leta 2006.
Tretje veliko področje uporabe je proizvodnja stekla, ki je v Evropi njegov drugi največji porabnik. Natrijev sulfat je bistrilo, ki iz raztaljenega stekla odstrani še zadnje majhne zračne mehurčke, in talilo, ki preprečuje nastajanje pene. Evropska steklarska industrija porabi približno 110.000 ton natrijevega sulfata letno.
Natrijev sulfat je pomembna kemikalija tudi v tekstilni industriji, predvsem na Japonskem. Deluje kot egalizirno sredstvo, ki zmanjša negativne naboje na vlaknih in s tem omogoča bolj enakomerno prodiranje barvil. Za razliko od natrijevega klorida ne korodira posod iz nerjavnega jekla, v katerih se barva. Na Japonskem in v ZDA so ga leta 2006  v ta namen porabili približno 100.000 ton.

### Shranjevanje toplote
Dekahidrat je zaradi visoke talilne toplote  (82 kJ/mol ali 252 kJ/kg) in ugodne temperature tališča (32,38 °C) še posebej primeren za skladiščenje nizkotemperaturne sončne toplote za kasnejšo rabo na primer za ogrevanje prostorov. V nekaterih aplikacijah je sekahidrat vgrajen v termalne ploščice, nameščene v podstrešnih prostorih, v drugih aplikacijah pa v celice, obdane z vodo, ogrevano s sončno energijo. Velika latentna toplota v primerjavi s specifično toploto vode (4,2 kJ kg-1 K-1) znatno zmanjša velikost hranilnikov toplote. 
Za hlajenje se uporablja v zmesi s kuhinjsko soljo (NaCl), ki zniža tališče na 18 °C. Talilna toplota zmesi NaCl•Na2SO4•10H2O se rahlo poveča in znaša  286 kJ/kg.

### Drugo
V laboratoriju se brezvodni natrijev sulfat pogosto uporablja kot inertno sušilno sredstvo za odstranjevanje sledov vode iz organskih raztopin. Deluje počasneje kot podobni magnezijev sulfat, vendar je bolj učinkovit. Učinkovit je samo do približno 30 °C. Zaradi inertnosti je uporaben  za številne spojine in raztopine. V raztopino se dodaja toliko časa, da se kristali prenehajo sprijemati, kar pomeni, da je raztopina suha. 
V preteklosti se je kot Glauberjeva sol uporabljal kot odvajalo. Poleg tega iz telesa učinkovito odstranjuje nekatere droge, na primer prevelike odmerke paracetamola.
Nedavno so odkrili, da učinkovito raztaplja zlato s finih pozlačenih elektronskih proizvodov, na primer s kontaktnih nožic, spojnikov in stikal. Je varnejši in cenejši od drugih sredstev za odstranjevanje zlata in nima škodljivih vplivov na zdravje.
Najmanj en proizvajalec, ThermalTake, uporablja dekahidrat za hlajenje prenosnih računalnikov (iXoft Notebook Cooler). Dekahidrat je vgrajen v prešitih plastičnih blazinicah. Ko se stali, začne krožiti  po računalniku in izenačuje njegovo temperaturo, hkrati pa deluje kot toplotni izolator. 

### Varnost
Natrijev sulfat se na splošno obravnava kot nestrupena snov.  Z njim se mora kjub temu  ravnati previdno, ker njegov prah lahko povzroči napad astme in draži oči. Nevarnosti se izognemo s papirnato masko in zaščitnimi očali. Transport natrijevega sulfata nima nobenih omejitev.